# シェーン・スペンサー
マイケル・シェーン・スペンサー（Michael Shane Spencer, 1972年2月20日 - ）は、アメリカ合衆国フロリダ州キー・ウェスト出身の元プロ野球選手（外野手）。

## 経歴

### ヤンキース時代
1998年、ニューヨーク・ヤンキースでメジャー昇格。リーグ終盤からの出番だったが、スコット・ブローシャスらと組んだ下位打線は相手にとって脅威であり、高い打率に加え、本塁打を10本も放つ。同年のディビジョン・シリーズでは9番打者ながら打率.500, 2本塁打と大暴れしてチームを勢いに乗せ、この年ヤンキースをワールドシリーズ制覇に導いた立役者の一人となった。
1999年は不整脈により故障者リスト入り。成績も落とし飛躍の年にはならなかった。
2000年は開幕から好調を維持していたが、怪我に見舞われまたも故障者リスト入り。
2001年も成績は横ばい。左投手には滅法強かったが右投手を苦手としていた。守備は多少評価されていたが控えからは抜け出せなかった。
2002年は最多の94試合に出場するも成績を落とす。2002年シーズン途中にロサンゼルス・ドジャースからラウル・モンデシーが加入。さらにオフには松井秀喜が加入したこともあり、12月21日にFAとなった。

### インディアンス時代
2003年1月14日、クリーブランド・インディアンスと契約した。

### レンジャーズ時代
2003年7月18日に、ライアン・ラドウィックとの交換トレードで、リカルド・ロドリゲスとともにテキサス・レンジャーズに移籍した。2003年はインディアンス時代を含め119試合に出場し、自己最多の12本塁打を放った。10月15日にFAとなった。

### メッツ時代
2004年1月24日に、ニューヨーク・メッツと契約した。チームメートには西武ライオンズから移籍した松井稼頭央がいた。7月22日深夜、ニューヨーク市内のバーで割れたガラスを踏んで右かかとを裂傷し故障者リスト入り。さらに同月末には飲酒運転で逮捕され、無期限の出場停止処分を受け、メッツを自由契約となった。マイナー契約でヤンキースに移籍するがメジャー昇格することなくオフに退団。日本に働き場所を求めた。

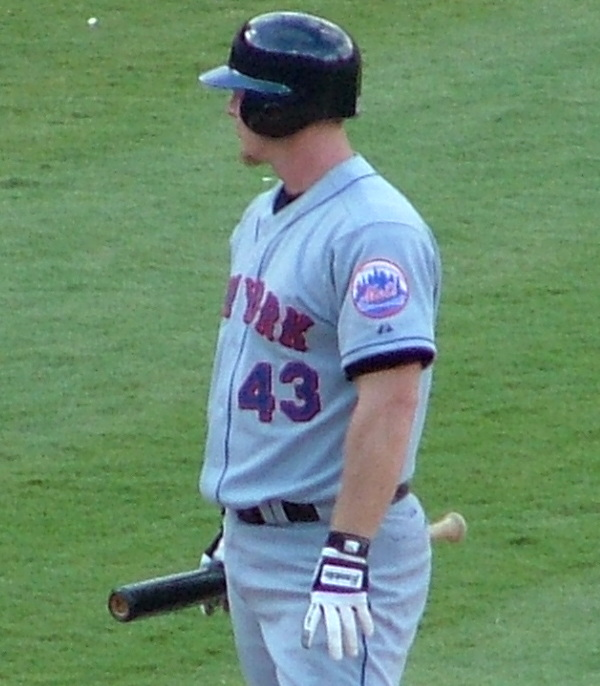
ニューヨーク・メッツ時代
(2004年7月11日)

なお、1994年8月から1995年4月にかけてMLB史上最長のストライキが実施された影響で、オーナー側の命令で1995年のスプリングトレーニングに代替選手として参加していたため、スト破りを行った制裁措置としてメジャー昇格後も選手会への加入を認められなかった。

### 阪神時代
2004年12月23日に、阪神と年俸6000万円の1年契約を結んだ。監督の岡田彰布からは、同年に広島東洋カープから移籍したアンディ・シーツと共に、退団したジョージ・アリアスの穴埋めとして期待された。
2005年はオープン戦前半は不調だったものの後半で調子を上げ、6番・右翼手として開幕スタメンを任された。その後は桧山進次郎との併用で主に相手チームで左投手が先発する試合に起用され、当時絶好調だった金本知憲・今岡誠の後を任されていた。シーズンを通しての成績を見れば打率.243・本塁打9・打点33と、助っ人としては物足りない成績ではあったが、打線が沈黙している時に一人で気を吐くなど、意外性は評価されていた。チームのリーグ優勝に貢献し、日本の野球にも慣れたことから、翌年も契約を結ぶことになった。
メジャー時代同様に左投手に強く、同年に放った本塁打9本中3本がヤクルトスワローズの藤井秀悟からのものだった。7月22日の対ヤクルト戦（阪神甲子園球場）では藤井-五十嵐亮太-石井弘寿の投手リレーに対し、チームがわずか3安打1得点と抑え込まれる中で、その1得点はスペンサーの本塁打によるものであった。8月21日の同カード（明治神宮野球場）にはチームが藤井に5回まで1点に抑えられる中、6回まで好投していた安藤優也の代打で出場してレフトスタンドへ値千金の8号2ラン本塁打を放った。試合後に藤井との相性を尋ねられた際には「たまたまだよ」と謙虚に答えている。また、9月4日の対横浜ベイスターズ戦（札幌ドーム）では相手先発の土肥義弘相手に2安打1得点と攻めあぐねていたが、この2安打1得点はすべてスペンサーのバットから生まれたもので、延長10回に入ってからも犠牲バントを試みるなど、チームの勝利に対する熱意を見せた。
2006年は、春季キャンプ終盤に車から降りる際、足を踏み外して右足首を捻挫、全治6週間と診断された。開幕後4月に復帰するが、濱中治の活躍で出場機会は代打に限られた。セ・パ交流戦からは、相手の先発が左投手の時に限って1番・指名打者もしくは右翼手で起用されるようになった。また、ある試合ではスペンサーが一塁手、シーツが三塁手で起用された。交流戦の後半からは調子を上げ、相手が右投手の時でも5番や7番に起用され、満塁弾を放つなど存在感を示した。また右翼手だけでなく、中堅手や一塁手で先発出場して好守を見せることもあった。しかし、9月17日に故障から戻ってきた今岡と入れ替わりに二軍落ち。濱中の復活もあり、出場機会が大幅に減少し成績も振るわず、クリス・オクスプリングと共に同年限りで自由契約となった。本人は日本での現役続行を希望し、ウェイバー公示されたが獲得に乗り出す球団はなく、そのまま帰国した。
日本では２年間で50打点、うち10打点が札幌ドームで打ち出したもので、札幌ドームは得意な球場であった。阪神の駐米スカウトを務めていたトーマス・オマリーが獲得した選手の中で唯一結果を出した選手であったが、それもあくまで及第点レベルに過ぎなかった。

### 引退後
2008年からサンディエゴ・パドレス傘下のマイナーリーグ、レイクエルシノア・ストームの打撃コーチを務めた。
2013年には独立リーグ・アトランティックリーグ所属のサマセット・パトリオッツの打撃コーチに就任している。
2015年11月、韓国プロ野球のネクセン・ヒーローズにて2軍・3軍を統括するフィールドコーディネイター（二軍監督）に就任したが、2019年8月5日に飲酒運転が発覚したことで辞任。

## 詳細情報

### 年度別打撃成績
| 年 度    | 球 団    | 試 合 | 打 席 | 打 数 | 得 点 | 安 打 | 二 塁 打 | 三 塁 打 | 本 塁 打 | 塁 打 | 打 点 | 盗 塁 | 盗 塁 死 | 犠 打 | 犠 飛 | 四 球 | 敬 遠 | 死 球 | 三 振 | 併 殺 打 | 打 率 | 出 塁 率 | 長 打 率 | O P S |
| -------- | -------- | ----- | ----- | ----- | ----- | ----- | -------- | -------- | -------- | ----- | ----- | ----- | -------- | ----- | ----- | ----- | ----- | ----- | ----- | -------- | ----- | -------- | -------- | ----- |
| 1998     | NYY      | 27    | 73    | 67    | 18    | 25    | 6        | 0        | 10       | 61    | 27    | 0     | 1        | 0     | 1     | 5     | 0     | 0     | 12    | 0        | .373  | .411     | .910     | 1.321 |
| 1999     | NYY      | 71    | 226   | 205   | 25    | 48    | 8        | 0        | 8        | 80    | 20    | 0     | 4        | 0     | 1     | 18    | 0     | 2     | 51    | 1        | .234  | .301     | .390     | .691  |
| 2000     | NYY      | 73    | 276   | 248   | 33    | 70    | 11       | 3        | 9        | 114   | 40    | 1     | 2        | 0     | 7     | 19    | 0     | 2     | 45    | 4        | .282  | .330     | .460     | .789  |
| 2001     | NYY      | 80    | 311   | 283   | 40    | 73    | 14       | 2        | 10       | 121   | 46    | 4     | 1        | 0     | 3     | 21    | 0     | 4     | 58    | 4        | .258  | .315     | .428     | .743  |
| 2002     | NYY      | 94    | 329   | 288   | 32    | 71    | 15       | 2        | 6        | 108   | 34    | 0     | 3        | 2     | 4     | 31    | 4     | 4     | 62    | 5        | .247  | .324     | .375     | .699  |
| 2003     | CLE      | 64    | 232   | 210   | 23    | 57    | 10       | 0        | 8        | 91    | 26    | 2     | 0        | 0     | 3     | 18    | 0     | 1     | 52    | 6        | .271  | .328     | .433     | .761  |
| 2003     | TEX      | 55    | 216   | 185   | 16    | 42    | 10       | 0        | 4        | 64    | 23    | 0     | 0        | 0     | 2     | 27    | 0     | 2     | 40    | 2        | .227  | .329     | .346     | .675  |
| '03計    | TEX      | 119   | 448   | 395   | 39    | 99    | 20       | 0        | 12       | 155   | 49    | 2     | 0        | 0     | 5     | 45    | 0     | 3     | 92    | 8        | .251  | .328     | .392     | .721  |
| 2004     | NYM      | 74    | 204   | 185   | 21    | 52    | 10       | 1        | 4        | 76    | 26    | 6     | 0        | 2     | 2     | 13    | 0     | 2     | 37    | 1        | .281  | .332     | .411     | .742  |
| 2005     | 阪神     | 108   | 313   | 276   | 27    | 67    | 16       | 0        | 9        | 110   | 33    | 0     | 1        | 0     | 2     | 34    | 0     | 1     | 70    | 8        | .243  | .326     | .399     | .724  |
| 2006     | 阪神     | 59    | 115   | 108   | 12    | 24    | 5        | 0        | 6        | 47    | 17    | 1     | 0        | 0     | 1     | 6     | 0     | 0     | 33    | 0        | .222  | .261     | .435     | .696  |
| MLB：7年 | MLB：7年 | 538   | 1867  | 1671  | 208   | 438   | 84       | 8        | 59       | 715   | 242   | 13    | 11       | 4     | 23    | 152   | 4     | 17    | 357   | 23       | .262  | .326     | .428     | .754  |
| NPB：2年 | NPB：2年 | 167   | 428   | 384   | 39    | 91    | 21       | 0        | 15       | 157   | 50    | 1     | 1        | 0     | 3     | 40    | 0     | 1     | 103   | 8        | .237  | .308     | .409     | .717  |

### 記録
NPB
- 初出場・初先発出場：2005年4月1日、対ヤクルトスワローズ1回戦（大阪ドーム）、6番・右翼手で先発出場
- 初打席・初安打：同上、2回裏に石川雅規から左前安打
- 初打点：2005年4月2日、対ヤクルトスワローズ2回戦（大阪ドーム）、1回裏に坂元弥太郎から左前適時打
- 初本塁打：2005年4月3日、対ヤクルトスワローズ3回戦（大阪ドーム）、4回裏に高井雄平から左越ソロ
- 初盗塁：2006年5月14日、対福岡ソフトバンクホークス3回戦（福岡Yahoo! JAPANドーム）、3回表に二盗（投手：杉内俊哉、捕手：山崎勝己）

### 背番号
- 26 （1998年）
- 47 （1998年 - 2002年）
- 48 （2003年）
- 47 （2003年）
- 43 （2004年）
- 41 （2005年 - 2006年）
- 90 （2016年 - 2019年）

### 登場曲
- 「Lose Yourself」Eminem（2005年）
- 「Stand Up」Steel Dragon（2006年）